# Mogens Matell
Mogens Torkel Hjalmar Matell, född den 9 oktober 1893 i Göteborg, död den 11 december 1987 i Borås, var en svensk statistiker. Han var son till Magnus Matell och far till Hans Matell.
Matell avlade studentexamen 1912, filosofie kandidatexamen vid Uppsala universitet 1915, filosofisk ämbetsexamen där 1916 och filosofie licentiatexamen 1919. Han disputerade på doktorsavhandlingen Assymptotische Eigenschaften gewisser linearer Differentialgleichungen 1924 och promoverades till filosofie doktor samma år. Matell var extra ordinarie amanuens i pensionsstyrelsen 1919, statistiker vid Aktiebolaget Bergslagens gemensamma kraftförvaltning 1919–1928, disponent och verkställande direktör där 1929–1953 samt därefter konsult för elkraftfrågor. Han vilar i sin familjegrav på Östra kyrkogården i Göteborg.